# Char Rhino

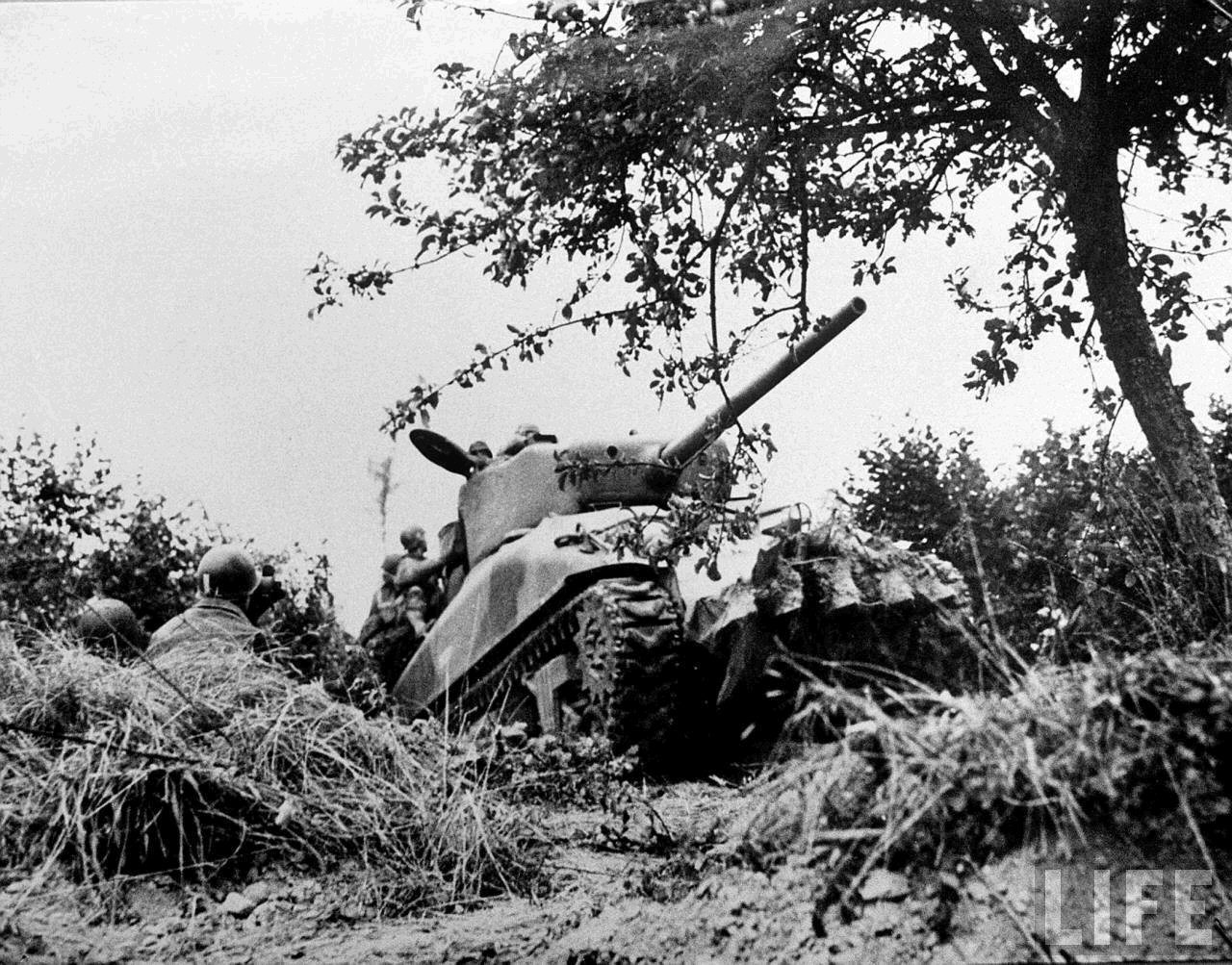
Char Rhino américain de conception similaire au M4 Sherman s’enfonçant à travers une haie pendant la bataille de Normandie à l'été 1944.

Le char Rhino (initialement appelé « Rhinocéros ») était le surnom américain des chars d'assaut alliés équipés de « défenses », ou dispositifs de coupe de bocage pendant la Seconde Guerre mondiale. La désignation britannique pour les modifications était Prongs (dents). Le dispositif sera baptisé hedge cutter (coupeur de haies).

## Conception
À l'été 1944, lors de la bataille de Normandie, les forces alliées, notamment américaines, s'enlisent dans la lutte contre les Allemands dans le bocage normand. Ce paysage de terre épaisse et de talus et de parois rocheuses couvertes d'arbres et de haies s'avéra difficile à percer pour les chars. Le sergent Curtis G. Culin de la 2e division blindée américaine, a l'idée de fixer à l’avant de chars M4 Sherman, M3 Stuart et M10 Destroyer, des lames en métal permettant d’arracher les pieds des haies et facilitant ainsi la progression à travers le bocage. Ces lames sont fabriquées à partir des obstacles métalliques utilisés par l'armée allemande pour s'opposer au débarquement sur les plages, en particulier les hérissons tchèques.
D'abord réalisée sur place, la fabrication fut ensuite transférée au Royaume-Uni, et les véhicules modifiés avant d'être expédiés en France.
Les appareils furent crédités d'une restauration de la mobilité du champ de bataille sur le terrain difficile, une affirmation que certains historiens remettent en question.

## Usage

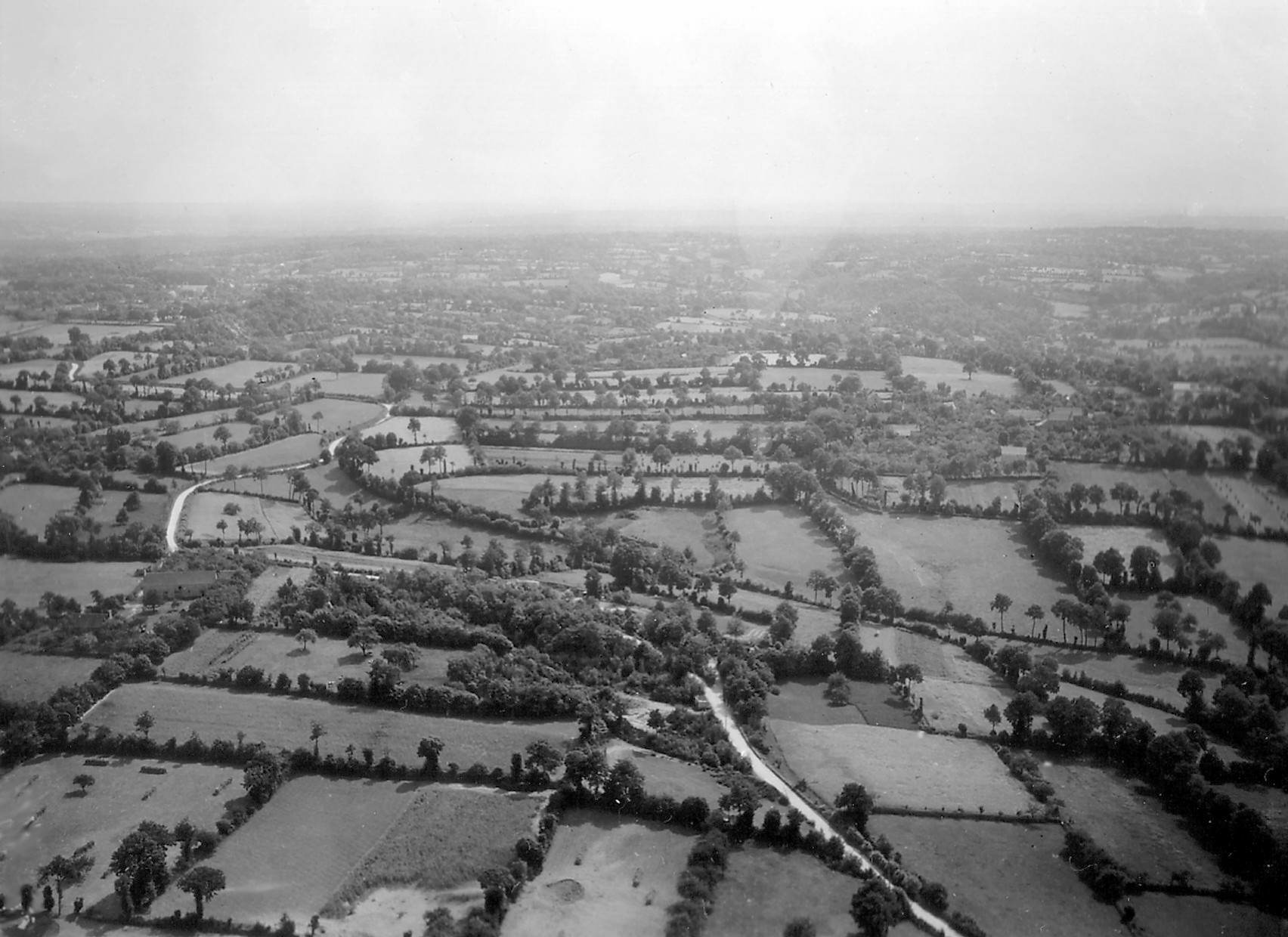
Exemple de paysage de bocage.

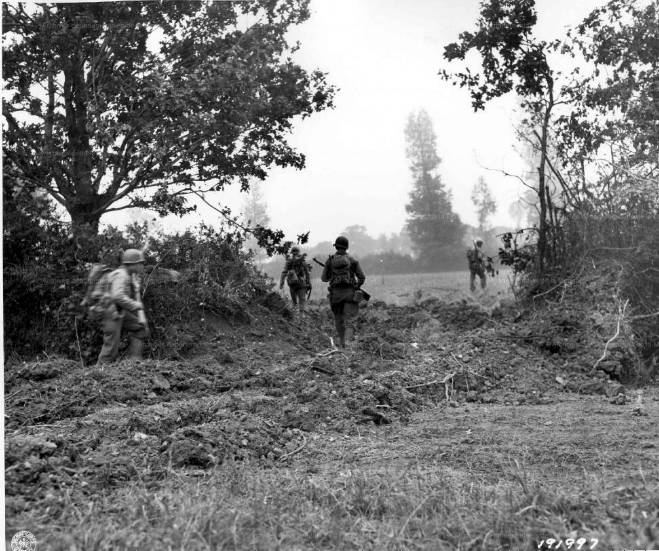
Infanterie américaine avançant à travers un espace créé par un Rhino.

Le correspondant de guerre Chester Wilmot écrit après la guerre que le plan défensif allemand pour arrêter toute évasion américaine était de tenir la ligne de front « très légèrement et de se concentrer sur la tenue des carrefours routiers sur une profondeur de trois ou quatre milles derrière le front », avec l'intention de retarder toute percée en réduisant la vitesse de l'avance au rythme que l'infanterie pourrait gérer. Une fois l'opération Cobra lancée, les troupes alliées purent contourner les positions allemandes à l'aide des chars Rhino, permettant ainsi à l'avancée de se poursuivre, laissant les points forts à l'infanterie et au génie.
Martin Blumenson décrit comment lors du lancement de l'opération Cobra, des chars de la 2e division d'infanterie, soutenus par l'artillerie, ont avancé sans infanterie pendant vingt minutes, parcourant plusieurs centaines de mètres et perçant des ouvertures dans des haies avant de revenir à leur position de départ. Les chars et l'infanterie avancèrent alors rapidement ensemble avant que les Allemands ne puissent rétablir leurs positions défensives.
Au cours de l'opération Bluecoat (une offensive britannique pendant la campagne de Normandie), les chars britanniques Churchill équipés de Prongs purent traverser des terrains considérés comme infranchissables pour les véhicules à chenilles, prenant les défenseurs allemands par surprise.
L'historien militaire Steven Zaloga affirme que les blindés « n'étaient pas aussi largement utilisés que la légende le suggère », ni aussi efficaces qu'on le croit souvent. Mais Max Hastings et Chester Wilmot attribuent à l'invention la restauration de la maniabilité du champ de bataille à la force alliée,. Martin Blumenson déclare : « bien qu'ayant restauré la mobilité dans le champ de bataille, il avait peu de valeur tactique dans l'évasion, sauf peut-être comme facteur de moral pour les troupes, puisque les chars avançaient sur les routes, pas en tout-terrain ».